# Kuzemîn, Ohtîrka
Kuzemîn (în ucraineană Куземин) este o comună în raionul Ohtîrka, regiunea Sumî, Ucraina, formată numai din satul de reședință.

## Demografie
Componența lingvistică a comunei Kuzemîn
     Ucraineană (95,96%)
     Rusă (3,79%)
     Alte limbi (0,2%)
Conform recensământului din 2001, majoritatea populației comunei Kuzemîn era vorbitoare de ucraineană (95,96%), existând în minoritate și vorbitori de rusă (3,79%).